# Liparochrus insularis
Liparochrus insularis är en skalbaggsart som beskrevs av Renaud Maurice Adrien Paulian 1980. Liparochrus insularis ingår i släktet Liparochrus och familjen Hybosoridae. Inga underarter finns listade i Catalogue of Life.